# Giorgi Gorozia
Giorgi Gorozia (in georgiano გიორგი გოროზია?; Samara, 26 marzo 1995) è un ex calciatore georgiano, di ruolo centrocampista.

## Carriera

### Club
Gorozia ha cominciato la propria carriera con la maglia del Lokomotivi Tbilisi. Nell'estate 2013 è passato alla Torpedo Kutaisi, formazione militante nell'Umaglesi Liga. Il 10 agosto 2013 ha quindi esordito nella massima divisione locale, schierato titolare nel pareggio casalingo per 1-1 contro il Met'alurgi Rustavi. Nel 2014 ha fatto ritorno alla Lokomotivi Tbilisi.
L'11 agosto 2014, i norvegesi dello Stabæk hanno annunciato sul proprio sito internet d'aver ingaggiato Gorozia a titolo definitivo, con il giocatore che ha firmato un contratto valido per i successivi due anni e mezzo. Come comunicato dallo stesso club, l'obiettivo sarebbe stato rendere Gorozia un giocatore importante per la prima squadra a partire dalla stagione seguente. Gorozia ha esordito in squadra il 13 agosto, subentrando a Magne Hoseth nella sfida vinta per 1-0 contro l'Haugesund, valida per i quarti di finale del Norgesmesterskapet 2014. Il 19 ottobre successivo ha esordito invece nell'Eliteserien, sostituendo Tomasz Sokolowski nel pareggio per 1-1 contro il Viking. A fine stagione, Gorozia ha totalizzato 5 presenze tra campionato e coppa.
Il 7 giugno 2015 ha realizzato la prima marcatura nella massima divisione locale: è stato autore di un gol nella vittoria per 3-2 sul Bodø/Glimt. Si è svincolato al termine del campionato 2016.
Libero da vincoli contrattuali, in data 17 febbraio 2017 è stato ingaggiato dallo Zirə, compagine azera militante nella Premyer Liqası, massima divisione del campionato locale: si è legato alla nuova squadra con un contratto valido fino al termine della stagione in corso.

### Nazionale
Gorozia ha rappresentato la Georgia a livello Under-17, Under-19 e Under-21. A marzo 2015, Gorozia è stato convocato per la prima volta dalla selezione Under-21 per le amichevoli contro Bosnia-Erzegovina e Ucraina. Il 25 marzo ha così sostituito Luka Kikabidze nella vittoria per 2-1 sulla formazione Ucraina. Nel settembre successivo è stato convocato dalla in vista delle sfide contro la Spagna e l'Estonia, valida per le qualificazioni al campionato europeo 2017: Gorozia è subentrato a Otari Kiteishvili nel corso del secondo tempo della partita contro gli iberici del 7 ottobre, terminata con una sconfitta 2-5.

## Statistiche

### Presenze e reti nei club
Statistiche aggiornate al 18 gennaio 2018.
| Stagione                  | Club                      | Campionato                | Campionato | Campionato | Coppe nazionali | Coppe nazionali | Coppe nazionali | Coppe continentali | Coppe continentali | Coppe continentali | Supercoppe | Supercoppe | Supercoppe | Totale | Totale |
| Stagione                  | Club                      | Comp                      | Pres       | Reti       | Comp            | Pres            | Reti            | Comp               | Pres               | Reti               | Comp       | Pres       | Reti       | Pres   | Reti   |
| ------------------------- | ------------------------- | ------------------------- | ---------- | ---------- | --------------- | --------------- | --------------- | ------------------ | ------------------ | ------------------ | ---------- | ---------- | ---------- | ------ | ------ |
| 2011-2012                 | Lokomotivi Tbilisi        | 1L                        | 19         | 5          | CG              | 1               | 0               | -                  | -                  | -                  | -          | -          | -          | 20     | 5      |
| 2012-2013                 | Lokomotivi Tbilisi        | 1L                        | 26         | 7          | CG              | 2               | 1               | -                  | -                  | -                  | -          | -          | -          | 28     | 8      |
| 2013-gen. 2014            | Torpedo Kutaisi           | UL                        | 14         | 0          | CG              | 2               | 0               | UEL                | 2                  | 0                  | -          | -          | -          | 18     | 0      |
| gen.-giu. 2014            | Lokomotivi Tbilisi        | 1L                        | 9          | 6          | CG              | -               | -               | -                  | -                  | -                  | -          | -          | -          | 9      | 6      |
| ago.-dic. 2014            | Stabæk                    | ES                        | 4          | 0          | CN              | 1               | 0               | -                  | -                  | -                  | -          | -          | -          | 5      | 0      |
| 2015                      | Stabæk                    | ES                        | 26         | 1          | CN              | 6               | 1               | -                  | -                  | -                  | -          | -          | -          | 32     | 2      |
| 2016                      | Stabæk                    | ES                        | 23         | 3          | CN              | 4               | 1               | UEL                | 2                  | 0                  | -          | -          | -          | 29     | 4      |
| Totale Stabæk             | Totale Stabæk             | Totale Stabæk             | 53         | 4          |                 | 11              | 2               |                    | 2                  | 0                  |            | -          | -          | 66     | 6      |
| feb.-giu. 2017            | Zirə                      | PL                        | 5          | 0          | CA              | 0               | 0               | -                  | -                  | -                  | -          | -          | -          | 5      | 0      |
| lug.-dic. 2017            | Lokomotivi Tbilisi        | EL                        | 16         | 2          | CG              | 0               | 0               | -                  | -                  | -                  | -          | -          | -          | 16     | 2      |
| Totale Lokomotivi Tbilisi | Totale Lokomotivi Tbilisi | Totale Lokomotivi Tbilisi | 70         | 20         |                 | 3               | 1               |                    | -                  | -                  |            | -          | -          | 73     | 21     |
| gen.-giu. 2018            | Hibernians                | PL                        | 1          | 0          | CM              | 0               | 0               | -                  | -                  | -                  | -          | -          | -          | 1      | 0      |
| Totale                    | Totale                    | Totale                    | 143        | 24         |                 | 16              | 3               |                    | 4                  | 0                  |            | -          | -          | 163    | 27     |